# Bonsucesso Futebol Clube

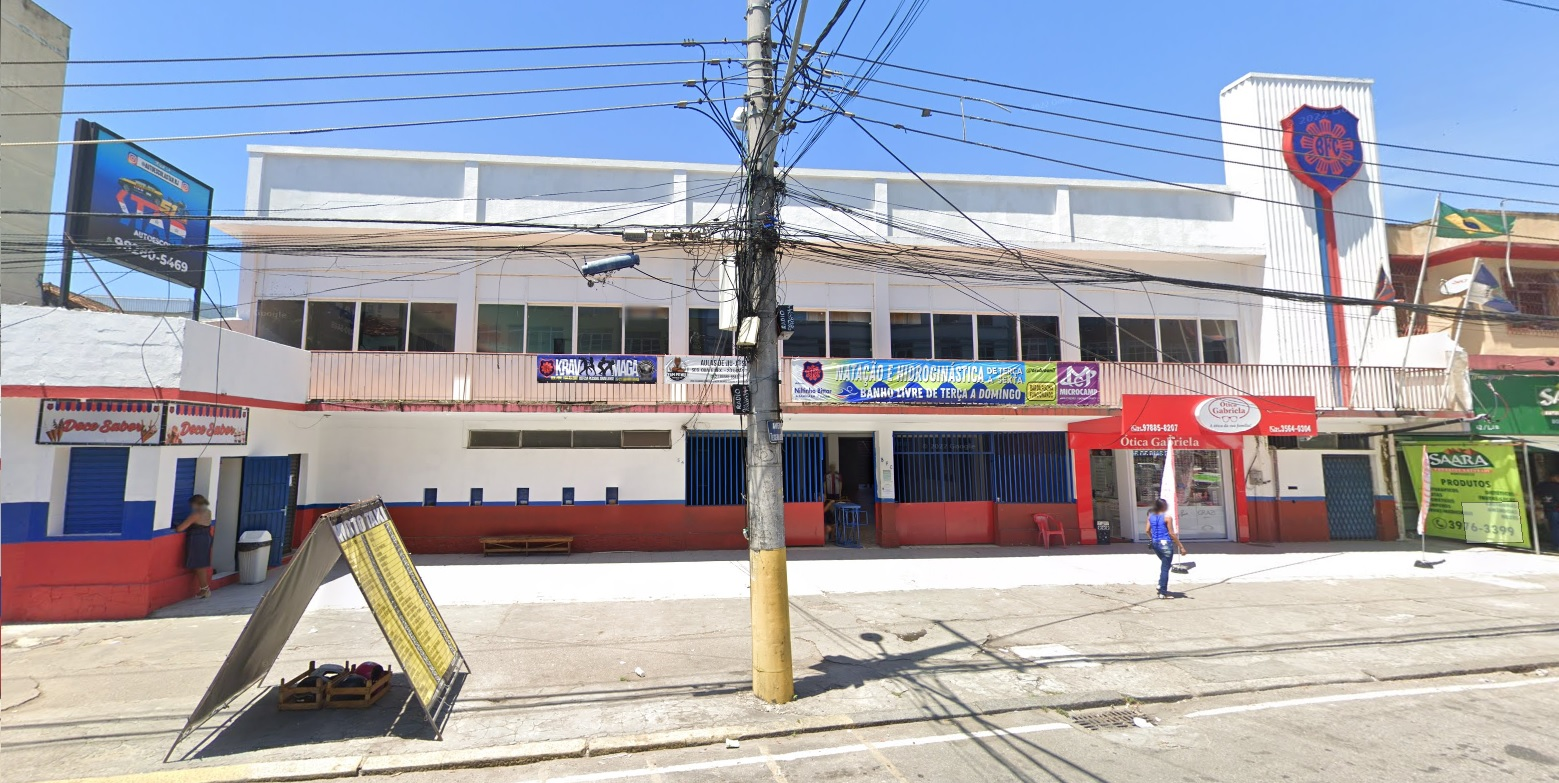
Sede Social do Bonsucesso Futebol Clube, localizado na Avenida Teixeira de Castro, 54.

Bonsucesso Futebol Clube é uma agremiação esportiva brasileira, sediada na Zona da Leopoldina, região histórica da Zona Norte (Rio de Janeiro), mais conhecido pelas suas atividades no futebol.
Seu estádio é o Leônidas da Silva, cujo nome homenageia aquele que provavelmente foi o maior craque de sua História.

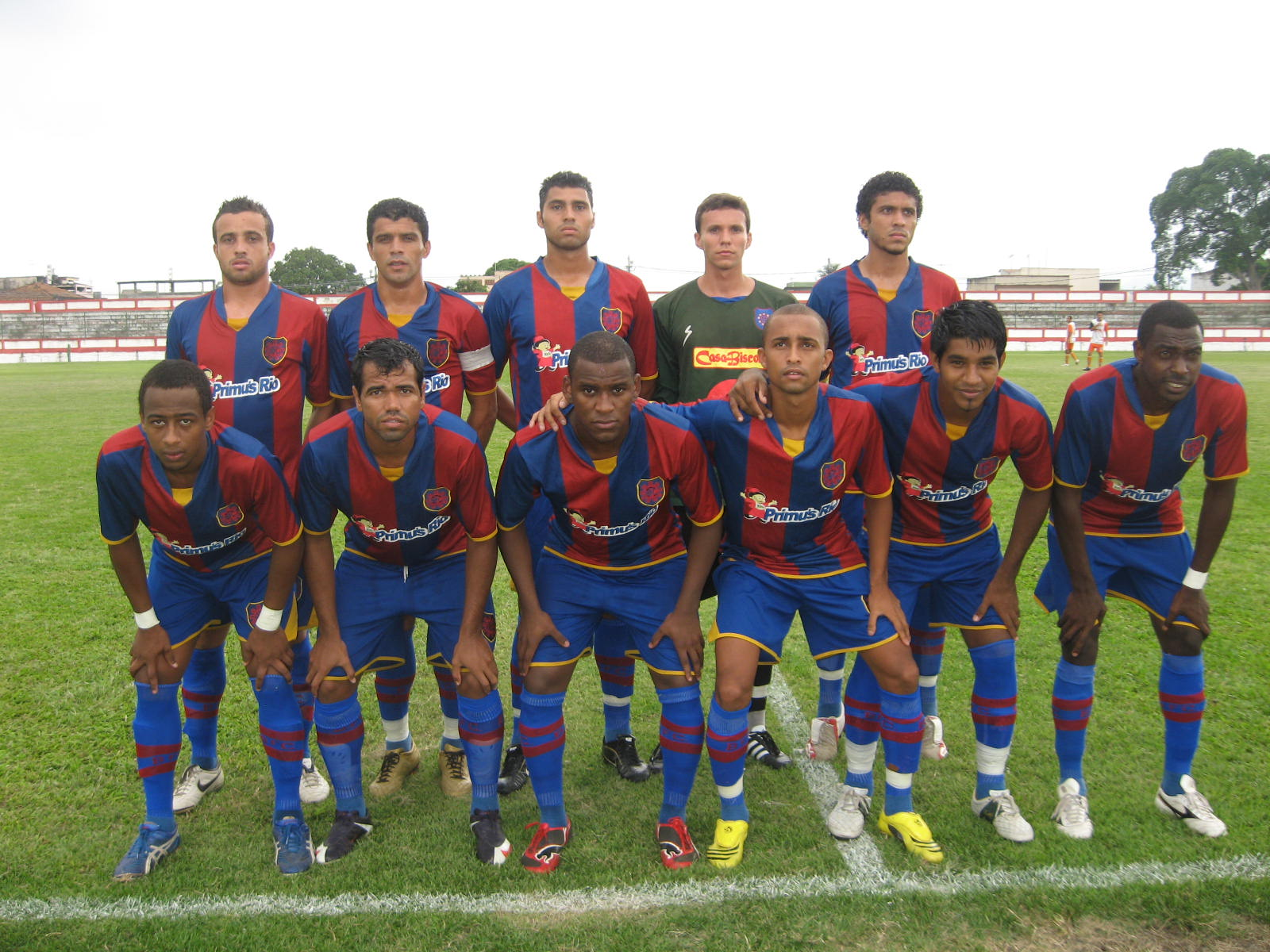
Bonsucesso em 2009

Tradicional agremiação do Rio de Janeiro, pertencente ao bairro de Bonsucesso, que lhe inspirou o nome, e foi finalista do Campeonato Carioca de 1924 (LMDT), quando terminou derrotado pelo Vasco na final por 1 a 0, sagrando-se vice-campeão carioca.
Com 7 títulos, o Bonsucesso é o maior vencedor do Campeonato Carioca da Segunda Divisão e no Século XXI tem como principal conquista a Copa Rio de 2019. Depois dos campeões, é o time em atividade da Região Metropolitana do Rio de Janeiro com mais participações no G4 do Carioca Primeira Divisão (4: um vice, uma vez terceiro e duas vezes quarto).

## História
Em 1919, o clube foi campeão carioca da Liga Suburbana de Futebol. É o maior título de primeira divisão do clube em gramados cariocas. A campanha foi essa: oito vitórias, cinco empates e duas derrotas.
Buscando maior projeção no cenário esportivo carioca, em 1920, o clube ingressa na liga organizadora do campeonato da "elite esportiva carioca", a LMDT. Na Liga Metropolitana de Desportos Terrestres o Bonsucesso conquistou o título carioca da segunda divisão em 1921 e chegou a final da primeira divisão em 1924 ao ser campeão da Série B (o campeonato da 1ª divisão foi dividido em três séries e os campeões de cada série formaram o triangular final). (8)
Filiado na Associação Metropolitana de Esportes Atléticos, foi tricampeão carioca da segunda divisão em 1926, 1927 e 1928. Em 1927, conquistou a segunda divisão de forma brilhante. Obteve todos os pontos ao vencer dez jogos consecutivos, tendo o dobro de pontos do segundo colocado.
Em 1929, foi a estreia do Bonsucesso na primeira divisão da AMEA e a inauguração de seu campo. Obteve a sétima colocação ficando a frente do Club de Regatas do Flamengo que terminou a competição em décimo.
Em 1932, fez uma bela campanha no Torneio Preparatório com duas goleadas, uma sobre o Flamengo por 5 a 0, outra sobre o Carioca Futebol Clube por 8 a 3, e um empate em 2 a 2 com o Botafogo de Futebol e Regatas. Esse torneio foi paralisado quando o Bonsucesso liderava a Chave A, mas apesar da interrupção, os jogos não foram anulados.
Em 1933, no Campeonato Carioca, terminou a competição com o mesmo número de pontos do Club de Regatas Vasco da Gama, terceiro lugar, ficando à frente de America Football Club e Flamengo, último lugar. No mesmo ano participou do primeiro Torneio Rio-São Paulo, ficando à frente dos clubes paulistas de pequeno investimento. No Rio goleou os grandes paulistas, São Paulo Futebol Clube e Sport Club Corinthians Paulista, por 5 a 4 e 3 a 0, respectivamente.
Em 1937, integra a lista de clubes fundadores da Liga de Futebol do Rio de Janeiro (LFRJ), "liga-mãe" da atual Federação de Futebol do Rio de Janeiro.
Em 1939, sob o comando de Gradim, o Bonsucesso conquistou o seu maior título sub-20 da 1ª divisão. Foi campeão carioca da categoria juvenil, equivalente hoje à categoria júnior.
No ano de 1952 foi realizado um Torneio Extra. Foi uma bela campanha do Bonsucesso na primeira fase. Classificou-se em segundo no grupo para o quadrangular final à frente do Fluminense Football Club, Vasco da Gama, Olaria Atlético Clube e Canto do Rio Foot-Ball Club, desclassificados. No quadrangular ficou na terceira colocação. Neste ano, foi campeão invicto do 3º Torneio Quadrangular de Juiz de Fora.
Em 1953, participou do Torneio Jânio Quadros, em São Paulo.
Em 1954, Campeão do Torneio Triangular de Araguari.
Em 1955, fez uma bela campanha no Campeonato Carioca, conseguindo a classificação para a outra fase, terceiro turno, ficando à frente do Botafogo, que não venceu o Bonsucesso nesse campeonato e foi desclassificado. Em 1956, chegou à final do Torneio Início eliminando a Associação Atlética Portuguesa, Vasco da Gama e América. Mas caiu diante do Fluminense pelo placar de 1 a 0.
No final de década de 1950 e no início da década de 1960, o Bonsucesso conquistou dois títulos na Bahia. Em 1959, foi campeão do Torneio Adroaldo Ribeiro Costa. Os jogos foram realizados no antigo Estádio da Fonte Nova em Salvador. Em 1961, o Bonsucesso foi campeão do Quadrangular de Feira de Santana. Os dois torneios contaram com participações de tradicionais equipes do futebol Baiano, como Fluminense de Feira, Bahia de Feira, Leônico, Galícia e Ypiranga.
Em 1963 , conquistou de forma invicta o Torneio Pentagonal de Tampico, México. Neste torneio venceu a Seleção da Guatemala por 2 a 0.
Em 1965, conquistou a 6ª colocação no Campeonato Carioca a frente do America. Na frente do Cesso, Flamengo, Bangu, Fluminense, Botafogo e Vasco.
Em 1967, participou de dois torneios realizados no Estádio Mário Filho. Venceu o Torneio Paulo Rodrigues obtendo quatro vitórias e duas derrotas e foi vice-campeão do Torneio José Trócoli, obtendo quatro vitórias e duas derrotas.
Em 1968, o Bonsucesso, quarto colocado, ficou à frente do Vasco da Gama, quinto colocado, na Taça Guanabara. Ano marcado pela vitória do Bonsucesso sobre o Flamengo por 2 a 0, no Maracanã. Neste jogo bastava um empate para o Flamengo ser campeão. Com o resultado, houve uma nova decisão do campeonato e o Botafogo foi o campeão. Também nesse ano, participou do Torneio da Cidade de Aracaju. No Campeonato Carioca conquistou a 6ª colocação junto com o Fluminense. Na frente do Cesso, Botafogo, Vasco, Flamengo, America e Bangu.

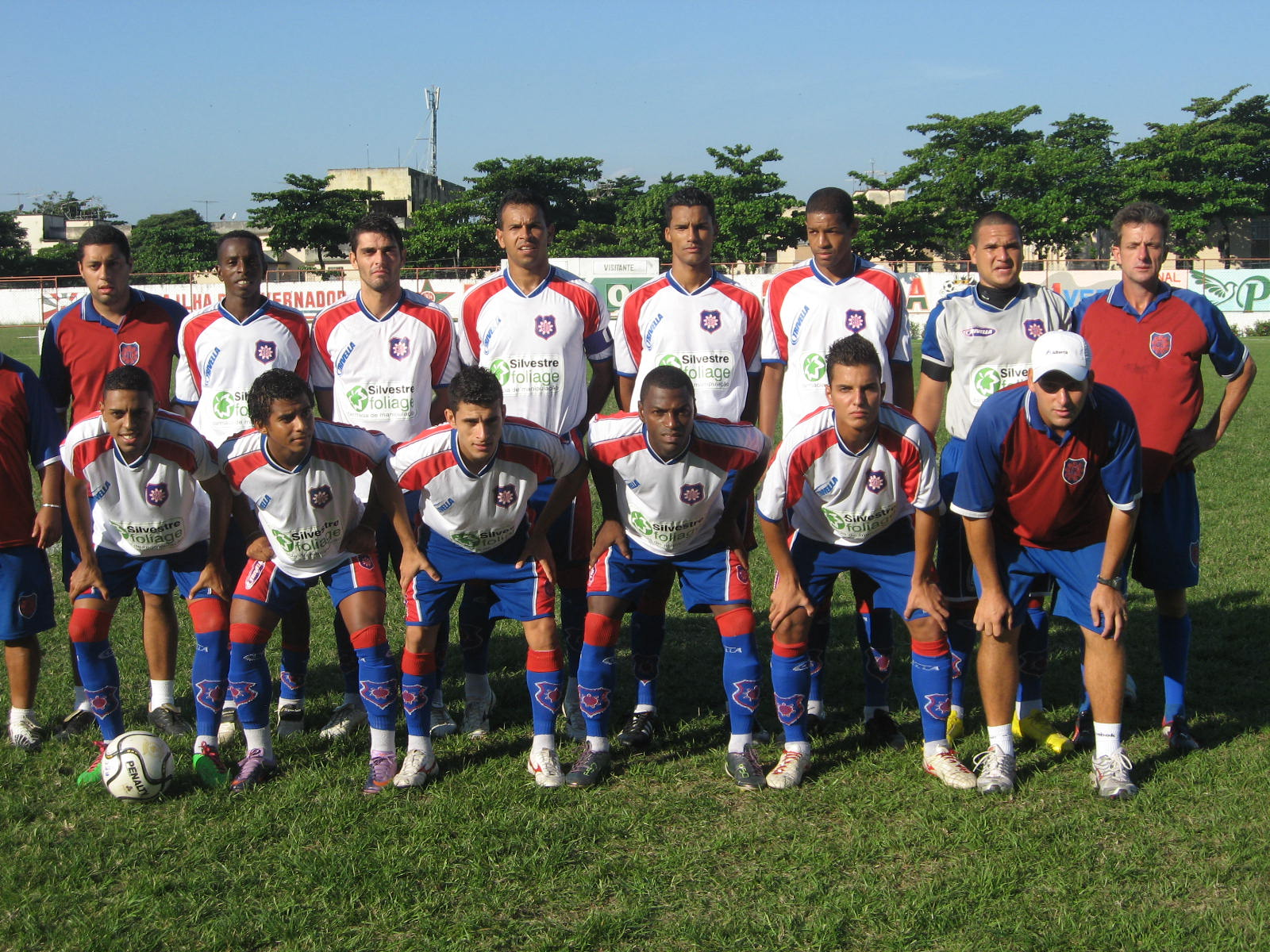
Bonsucesso campeão estadual da Série B em 2011

Em 1969, pela segunda vez consecutiva, o Bonsucesso, quinto colocado, ficou à frente do Vasco da Gama, sexto colocado, na Taça Guanabara. No Campeonato Carioca obteve a 6ª colocação à frente do Bangu. Na frente do Cesso, Fluminense, Flamengo, Botafogo, Vasco e America.
Em 1970, foi vice-campeão do II Torneio Otávio Pinto Guimarães com cinco vitórias, três empates e uma única derrota na final.
Em 1974, obteve a 6ª colocação no Campeonato Carioca, a frente do Bangu Atlético Clube, último colocado. Na frente do Cesso, Flamengo, Vasco, America, Botafogo e Fluminense.
Em 1975, o Bonsucesso escreveu na sua história a participação do Torneio Conde de Fenosa, na cidade espanhola da Corunha, juntamente com o Deportivo La Coruña e o River Plate da Argentina, com o grande triunfo do Bonsucesso nesse torneio tendo sido sobre o time argentino, quando o venceu por 1 a 0, gol de Oliveira, com uma grande atuação de seu goleiro, Pedrinho. O Bonsucesso terminou a competição como vice-campeão ao empatar com o Deportivo La Coruña em número de vitórias, derrotas, saldo e tiros livres na marca "penal", mas perdeu o título pela desvantagem do confronto direto, pois havia sido derrotado pelo Deportivo por 1 a 0. Jogos deste torneio: 30 de agosto de 1975; La Coruña 1 a 0 Bonsucesso (Tiros livres: La Coruña 2 a 4 Bonsucesso); 31 de agosto de 1975; Bonsucesso 1 a 0 River Plate (Tiros livres: Bonsucesso 3 a 4 River Plate); 1 de setembro de 1975; La Coruña 1 a 2 River Plate (Tiros livres: La Coruña 5 a 1 River Plate).
O clube foi campeão estadual infantil, em 1975, de foma invicta, tendo como revelação Maurício, ponta-direita que mais tarde faria o gol do título estadual do Botafogo sobre o Flamengo, em 1989, acabando com um jejum de 21 anos do clube alvinegro.
Em 1976, foi campeão do Torneio Valdir Benevento de forma invicta, com três vitórias e três empates.
Em 1978, foi vice-campeão do Torneio Integração Murilo Portugal.
Em 1980 e 1983, participou da Taça de Prata, campeonato equivalente a atual Série B do Campeonato Brasileiro.
De 1981 a 1985, o Bonsucesso oscilou entre a 1ª e 2ª divisões, conquistando dois títulos da “segundona”. Foi campeão em 1981 e 1984.
Em 1982, formando um triangular com Madureira Esporte Clube e Portuguesa, foi campeão do Torneio Incentivo Manoel Gomes da Silva.
Em 1983, foi um dos clubes pioneiros na introdução do futebol feminino no Rio de Janeiro. De forma invicta foi Campeão Carioca Juvenil Feminino.
Em 1993 foi o segundo colocado do Grupo B da 1ª divisão no 1º turno e ascendeu ao Grupo A no 2º turno. Sem investimentos, permaneceu com o mesmo time e voltou a cair ao término da Taça Rio.
Em 1998, na Copa Rio, participou do grupo do Fluminense e terminou a primeira fase em segundo à frente do Olaria e Campo Grande Atlético Clube. O Fluminense foi o primeiro colocado e se classificou para a outra fase.
Em 2003, foi campeão da Terceira Divisão, ficando na segunda colocação o Mesquita Futebol Clube. Ambos haviam sido rebaixados da Segunda Divisão no ano anterior.
Em 2011, após 18 anos na segundona, e depois de 27 anos do último título profissional na Segunda Divisão, retornou à elite do Campeonato Estadual, após vencer por 2 a 1, o Estácio de Sá Futebol Clube. Na última rodada, ao empatar com o Quissamã Futebol Clube, sagrou-se campeão estadual da Série B de 2011.
Em 2012, de volta à elite do Campeonato Estadual, voltou a ser rebaixado para a segunda divisão, após empatar na última rodada com o Friburguense Atlético Clube, somando ao final da Taça Guanabara e Taça Rio, 13 pontos em 15 jogos. 2 vitórias, 7 empates e 6 derrotas, ficando somente à frente do Americano Futebol Clube, de Campos, que somou 9 pontos. Foi impedido pela FFERJ de jogar em Teixeira de Castro sendo o único clube da elite, naquele ano, a não cumprir o mando de campo em seu próprio estádio. Por um ponto, o Rubro-Anil deixou a série A.

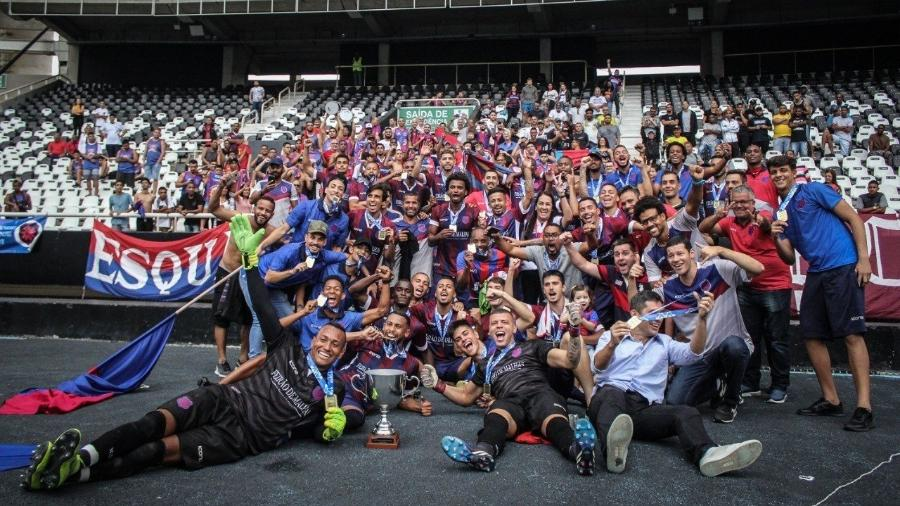
Bonsucesso campeão da Copa Rio 2019.

Em 2013 participou da Série B estadual e alcançou o vice-campeonato, conquistando o acesso à Série A 2014. No ano de seu centenário, o Bonsucesso foi o Campeão da Taça Santos Dumont (1º turno da competição). Na Taça Corcovado (2º turno) chegou às semifinais, mas foi eliminado. Como campeão de turno participou do Triangular Final(3º turno)com o America/RJ (clube de maior números de pontos na 1ª fase) e a A.D. Cabofriense (campeã da Taça Corcovado). Terminou o último turno do campeonato como vice-campeão, perdendo no critério de desempate menor número de cartões no campeonato. O jogo que definiu o acesso à Série A foi Bonsucesso 0 a 0 America na Teixeira de Castro no dia 8 de setembro de 2013.
Em 2014, aos 100 anos de atividades no futebol carioca, participou da Série A estadual e alcançou o seu principal objetivo na competição: permanecer na divisão de elite para 2015.
No Bonsucesso, o grande craque Leônidas da Silva, o "Diamante Negro", marcou o primeiro gol de bicicleta da história. Outro jogador de destaque que passou pelo Bonsuça, foi o ex-lateral de Cruzeiro e Seleção Brasileira, Nelinho, que teve o Bonsucesso como o seu primeiro clube profissional.
Em fevereiro de 2021,  o candidato à presidência Jorge Ribeiro Marques ingressou com uma ação na justiça pedindo a anulação da última eleição ocorrida em dezembro além do afastamento de Nilton Bittar, Roberto Pinto e Brazelino Vieira, que se proclamaram eleitos após a votação com chapa única no pleito.
Em 14 de janeiro de 2024, em pleito realizado na sede do clube, foi eleito o benemérito George Joaquim, de 52 anos, para ser o novo presidente do clube para o triênio 2024-2026.
Em 2024, o clube chegou à final do Campeonato Carioca Série B2, perdendo para o Campo Grande e ficando com o vice campeonato, e também sendo promovido para o Campeonato Carioca Série B1 de 2025.

### Partidas memoráveis
No território nacional, as mais expressivas e brilhantes vitórias foram estas:
Em 1931, no returno do campeonato, o Bonsucesso venceu o Flamengo pela elevada contagem de 6 a 2.
Em 1932, no Parque Antártica, contra o Palestra Itália, hoje Sociedade Esportiva Palmeiras, até então invicto contra equipes cariocas, o Cesso venceu por 3 a 1. Na equipe alviverde figuraram Primo, Bianco, Serafini, Ministrinho, Romeu, Amílcar, Pepe, Lara, Imperato e Gogliardo. A atuação de nossos defensores foi tão saliente que mereceu da imprensa paulista o galardão de "Esquadrão Academia" como foi conhecido por vários anos.
Em 1933, venceu o famoso esquadrão do São Paulo, no Torneio Rio-São Paulo, por 5 a 4, integrado por "astros" da categoria de Nestor, Bartô, Orozimbo, Waldemar de Brito, Frienderich, Petronilho e Hércules.
Em 1938, o Bonsucesso, depois de estar perdendo por 3 a 0, em sensacional "virada", derrotou o Flamengo por 4 a 3.
Em 1956, perdia por 4 a 0 para o Vasco da Gama, quando em brilhantíssima reação, igualou a contagem em 4 a 4.
Em 2014, pelo Campeonato Carioca, perdia por 3 a 0 para o Audax Rio e nos 25 minutos finais da partida, virou o placar para 5 a 3, sendo esta uma das reações mais monumentais já vistas.
Em 2016, também pelo Campeonato Carioca, quando já se encaminhava para o inevitável rebaixamento, o Bonsucesso conseguiu a sua primeira vitória restando apenas três jogos para o fim da competição, aplicando uma sonora goleada sobre o Friburguense, pelo placar de 6 a 1, tendo sido, inclusive, a maior goleada do campeonato. Posteriormente, o clube conseguiria permanecer na primeira divisão.
Em âmbito internacional, o Bonsucesso figura entre os clubes brasileiros que mais atuaram no estrangeiro, visitando 46 países da América, Europa, África, Oriente e Ásia.

### Bonsucesso, o demolidor de seleções
No âmbito internacional, o Bonsucesso ficou invicto em 26 partidas: 15 jogos, em 1961, 4 partidas em 1962 e 7 jogos em 1963, figurando com destaque entre os clubes brasileiros com currículo no exterior onde jogou perto de 200 partidas, sendo um verdadeiro demolidor de seleções.
As mais expressivas vitórias internacionais foram na Bulgária, contra a seleção búlgara por 3 a 2. Na Romênia contra o campeão, Rapid de Bucarest, por 1 a 0. Contra a Seleção Chilena, por 2 a 1, o campeão peruano, Alianza, por 2 a 0, o Guadalajara, do México, por 3 a 1, Líbano por 5 a 1, Síria, por 1 a 0, Jordânia, por 4 a 1, Líbia, por 6 a 1, Porto Rico, por 2 a 1, El Salvador, por 3 a 0, Santa Fé, da Colômbia, por 2 a 1. Em Frankfurt, na Venezuela, contra o Circuito Italiano, por 3 a 2. Na Noruega contra o Skai, por 1 a 0 e na Espanha contra o Espanhol, de Barcelona, por 2 a 1. O Club Atlético River Plate, da Argentina, por 1 a 0, em um torneio na cidade da Corunha. Possui mais de 170 partidas internacionais

## Estádio
A sua primeira praça esportiva se localizava na Rua Uranos, inaugurada a 3 de fevereiro de 1918, com a partida Bonsucesso FC 3 a 4 River FC, tendo como árbitro, Máximo Martins.
Já o seu segundo campo foi na Avenida dos Democráticos, inaugurado a 3 de maio de 1927, com o jogo principal Bonsucesso 4 a 1 Olaria, e o jogo posterior, São Cristóvão AC, atual São Cristóvão FR, 4 a 2 Flamengo.
Em 1929 estreia sua nova praça de esportes para a 1ª divisão carioca da AMEA, o Campo da Estrada do Norte, que depois transformou-se em Estádio da Teixeira de Castro (Av. Teixeira de Castro) e atualmente Estádio Leônidas da Silva.
No dia 29 de junho de 1947 são inauguradas as novas arquibancadas de concreto e a nova social. O dia festivo foi marcado por dois jogos. O principal Bonsucesso 3 a 2 Madureira e o jogo posterior, Botafogo 5 a 5 Fluminense.

## Títulos

### Campeonatos
| ESTADUAIS          | ESTADUAIS                     | ESTADUAIS | ESTADUAIS                                 |
| Competição         | Competição                    | Títulos   | Temporadas                                |
| ------------------ | ----------------------------- | --------- | ----------------------------------------- |
|                    | Copa Rio                      | 1         | 2019                                      |
|                    | Campeonato Carioca - Série A2 | 7         | 1921, 1926, 1927, 1928, 1981, 1984 e 2011 |
|                    | Campeonato Carioca - Série B1 | 1         | 2003                                      |
| TURNOS DO ESTADUAL |                               |           |                                           |
| Competição         | Competição                    | Títulos   | Temporadas                                |
|                    | Taça Santos Dumont            | 1         | 2013                                      |

### Premiações
- Taça Disciplina - Federação Metropolitana de Futebol :  1951 e 1956;
- Taça Disciplina - Federação Carioca de Futebol :  1968;

### Torneios amistosos

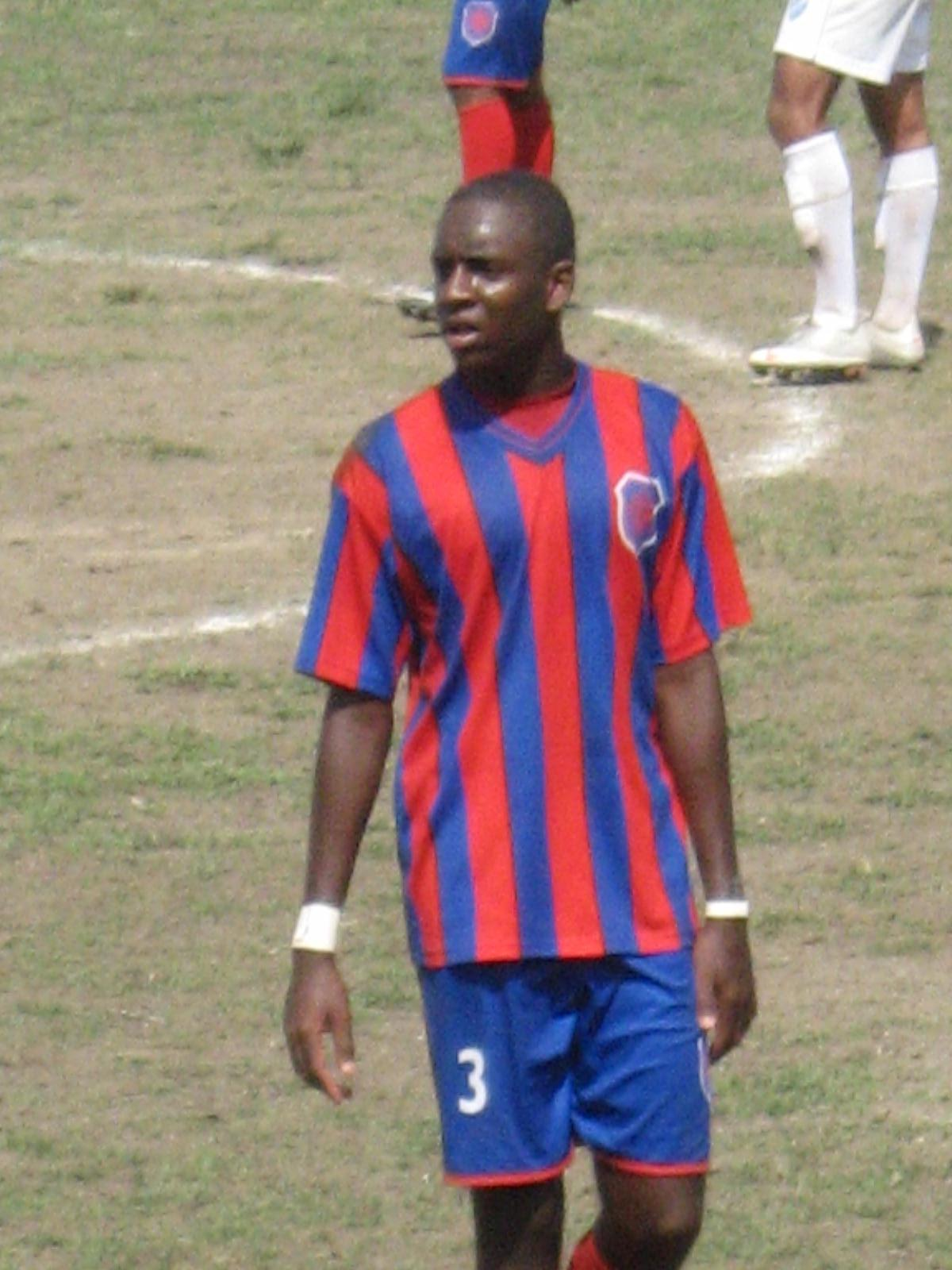
Atleta ostentando o uniforme principal.

#### Internacional
- Campeão do Torneio Pentagonal de Tampico - México: 1963;

#### Interestaduais
- Torneio Quadrangular de Juiz de Fora: 1952;
- Torneio Triangular de Araguari: 1954;
- Torneio Adroaldo Ribeiro Costa: 1959;
- Torneio Quadrangular de Feira de Santana: 1961;

#### Municipais
- Liga Municipal de Futebol:  1914;
- Torneio Suburbano de Bonsucesso:  1915;
- Torneio Paulo Rodrigues:  1967;
- Torneio Valdir Benevento:  1976 (Campeão invicto);
- Torneio Incentivo Manoel Gomes da Silva: 1982;

### Categorias de base
- Campeonato Carioca de Juniores (sub-20):  1939;
- Campeonato Carioca de Infantis (sub-15):  1975;
- Campeonato Carioca de Juniores 2ª Divisão (sub-20):  1981;
- Campeão da ABS Cup (sub-15):  2004;
- Campeonato Carioca Série B2 (sub-20):  2022;

## Outras campanhas de destaque

### Internacionais
- Vice-Campeão do Torneio Conde de Fenosa (Corunha - Espanha): 1975;

### Estaduais
- Vice-campeão Carioca:  1924;
- Vice-campeão do Torneio Início Carioca:  1956;
- Vice-Campeão do Torneio José Trócoli:  1967.;
- Vice-Campeão do 2º Torneio Otávio Pinto Guimarães:  1970;
- Vice-Campeão do Torneio Integração Murilo Portugal:  1978;
- Vice-Campeão do Torneio Oduvaldo Cozzi:  1979;
- Vice-Campeão da Série B Estadual:  2013;

## Outras modalidades
- Vôleibol Masculino Carioca:  bicampeão do 1º Quadro da 2ª Divisão de 1928 e 1929;
- Basquetebol Masculino Carioca: campeão do 1º e 2º Quadros da 2ª Divisão de 1932;
- IV Circuito Ciclístico do Distrito Federal:  campeão de 1938;
- Competição Ciclística Carioca de Resistência: campeão de 1938;
- Futebol Feminino: campeão carioca juvenil Invicto de 1983;
- Futsal Masculino: campeão carioca Liga RioFutsal Novos Talentos sub-9 de 2008;
- Futsal Masculino: campeão estadual Liga RioFutsal Novos Talentos sub-11 de 2008;
- Futsal Masculino: vice-Campeão estadual Liga RioFutsal Novos Talentos sub-13 de 2008;
- Futsal Masculino: campeão carioca Liga RioFutsal Novos Talentos sub-11 de 2009;
- Futsal Masculino: campeão carioca Liga RioFutsal Novos Talentos sub-17 de 2009;

Artilheiros
- Artilheiros do Campeonato Carioca

1. China - 1935 (16 gols)
2. Thiago Gonçalves - 2008 (18 gols)

## Estatísticas

### Participações
|  | Participações em 2025 |

| Competição     | Competição         | Temporadas | Melhor campanha     | Estreia | Última | P | R |
| -------------- | ------------------ | ---------- | ------------------- | ------- | ------ | - | - |
| Rio de Janeiro | Campeonato Carioca | 63         | Vice-campeão (1924) | 1924    | 2018   |   | 6 |
| Rio de Janeiro | Série A2           | 36         | Campeão (7 vezes)   | 1921    | 2020   | 6 | 1 |
| Rio de Janeiro | Série B1           | 3          | Campeão (2003)      | 1920    | 2025   | 2 | – |
| Rio de Janeiro | Série B2           | 4          | Vice-campeão (2024) | 2021    | 2024   | 1 | – |
| Rio de Janeiro | Copa Rio           | 15         | Campeão (2019)      | 1991    | 2025   |   |   |
| Brasil         | Série B            | 2          | 18º colocado (1981) | 1981    | 1983   | – | – |

### Histórico em competições oficiais
Taça de Prata
| Ano  | Posição |
| ---- | ------- |
| 1981 | 18º     |
| 1983 | 42º     |

Copa Rio
| Ano  | Posição | Ano  | Posição | Ano  | Posição |
| ---- | ------- | ---- | ------- | ---- | ------- |
| 1991 | 23º     | 1998 | 6º      | 2014 | 12º     |
| 1992 | 24º     | 1999 | 9º      | 2015 | 6º      |
| 1993 | 16º     | 2011 | 12º     | 2019 | 1º      |
| 1994 | 18º     | 2012 | 6º      | 2024 | 8º      |
| 1995 | 22º     | 2013 | 14º     | 2025 | 24º     |

Torneio Início
| Ano  | Fase      | Ano  | Fase         |
| ---- | --------- | ---- | ------------ |
| 1919 | semifinal | 1950 | 2ª           |
| 1929 | 1ª        | 1951 | 2ª           |
| 1930 | 1ª        | 1952 | 2ª           |
| 1931 | 2ª        | 1953 | 1ª           |
| 1932 | 1ª        | 1954 | 2ª           |
| 1934 | semifinal | 1955 | 1ª           |
| 1938 | 1ª        | 1956 | vice-campeão |
| 1939 | 1ª        | 1957 | semifinal    |
| 1940 | 1ª        | 1958 | 1ª           |
| 1941 | 1ª        | 1959 | 1ª           |
| 1942 | 1ª        | 1960 | 1ª           |
| 1943 | 2ª        | 1961 | 2ª           |
| 1944 | 1ª        | 1962 | 1ª           |
| 1945 | 2ª        | 1963 | 1ª           |
| 1946 | 1ª        | 1964 | 2ª           |
| 1947 | semifinal | 1965 | 1ª           |
| 1948 | 2ª        | 1967 | 1ª           |
| 1949 | 2ª        | 1977 | 2ª           |

Torneio Extra
| Ano  | Posição |
| ---- | ------- |
| 1934 | 7º      |
| 1941 | 8º      |
| 1952 | 3º      |
| 1958 | 8º      |

Torneio Municipal de Futebol do Rio de Janeiro
| Ano  | Posição | Ano  | Posição |
| ---- | ------- | ---- | ------- |
| 1938 | 9º      | 1946 | 9º      |
| 1943 | 8º      | 1947 | 9ª      |
| 1944 | 10º     | 1948 | 10º     |
| 1945 | 10º     | 1951 | 9º      |

Taça Guanabara (edições independentes do Campeonato Carioca)
| Ano  | Posição |
| ---- | ------- |
| 1966 | 6º      |
| 1968 | 4º      |
| 1969 | 5º      |
| 1970 | 8º      |

Torneio Integração do Rio de Janeiro
| Ano  | Posição |
| ---- | ------- |
| 1975 | 12º     |
| 1976 | 9º      |
| 1977 | 4º      |
| 1978 | 2º      |

Campeonato Carioca - 1ª Divisão
| Ano  | Posição   | Ano  | Posição   | Ano  | Posição   | Ano  | Posição    | Ano  | Posição    |
| ---- | --------- | ---- | --------- | ---- | --------- | ---- | ---------- | ---- | ---------- |
| 1919 | 1º (LSF)  | 1940 | 7º (LFRJ) | 1954 | 8º (FMF)  | 1968 | 6º (FCF)   | 1983 | 11º (FERJ) |
| 1924 | 2º (LMDT) | 1941 | 10º (FMF) | 1955 | 6º (FMF)  | 1969 | 6º (FCF)   | 1985 | 12º (FERJ) |
| 1925 | 3º (LMDT) | 1942 | 10º (FMF) | 1956 | 8º (FMF)  | 1970 | 11º (FCF)  | 1993 | 14º (FERJ) |
| 1929 | 7º (AMEA) | 1943 | 10º (FMF) | 1957 | 11º (FMF) | 1971 | 8º (FCF)   | 2012 | 15º (FERJ) |
| 1930 | 9º (AMEA) | 1944 | 10º (FMF) | 1958 | 11º (FMF) | 1972 | 7º (FCF)   | 2014 | 13º (FERJ) |
| 1931 | 7º (AMEA) | 1945 | 9º (FMF)  | 1959 | 10º (FMF) | 1973 | 7º (FCF)   | 2015 | 12º (FERJ) |
| 1932 | 8º (AMEA) | 1946 | 10º (FMF) | 1960 | 9º (FCF)  | 1974 | 6º (FCF)   | 2016 | 14º (FERJ) |
| 1933 | 3º (LCF)  | 1947 | 11º (FMF) | 1961 | 11º (FCF) | 1975 | 7º (FCF)   | 2017 | 14º (FERJ) |
| 1934 | 7º (LCF)  | 1948 | 9º (FMF)  | 1962 | 8º (FCF)  | 1976 | 10º (FCF)  | 2018 | 15º (FERJ) |
| 1935 | 4º (LCF)  | 1949 | 8º (FMF)  | 1963 | 11º (FCF) | 1977 | 8º (FCF)   |      |            |
| 1936 | 4º (LCF)  | 1950 | 9º (FMF)  | 1964 | 7º (FCF)  | 1978 | 7º (FERJ)  |      |            |
| 1937 | 8º (LFRJ) | 1951 | 9º (FMF)  | 1965 | 6º (FCF)  | 1979 | 12º (FERJ) |      |            |
| 1938 | 9º (LFRJ) | 1952 | 11º (FMF) | 1966 | 8º (FCF)  | 1980 | 13º (FERJ) |      |            |
| 1939 | 9º (LFRJ) | 1953 | 10º (FMF) | 1967 | 9º (FCF)  | 1982 | 7º (FERJ)  |      |            |

Siglas:
- LSF - Liga Suburbana de Futebol.
- LMDT - Liga Metropolitana de Desportos Terrestres.
- AMEA - Associação Metropolitana de Esportes Athléticos.
- LCF - Liga Carioca de Futebol.
- LFRJ - Liga de Football do Rio de Janeiro.
- FMF - Federação Metropolitana de Futebol.
- FCF - Federação Carioca de Futebol.
- FERJ - Federação de Futebol do Estado do Rio de Janeiro.

## Ranking da CBF
- Posição: 92º
- Pontuação: 98 pontos

Ranking criado pela Confederação Brasileira de Futebol que pontua todos os times do Brasil.

## Símbolos

### Uniforme
Seu primeiro uniforme era azul com golas vermelhas e calções brancos. Desde a década de 1960, o clube passou a utilizar uniforme com camisas listradas na vertical em vermelho e azul e calções brancos. Também existe a camisa toda branca com gola e mangas vermelhas.

## Torcidas organizadas
Atuais
Torcida Rubro Anil (TRA) fundada em 2009.
- Esquadrão Rubro Anil (E.R.A) fundada em 2015;

Extintas
- Fanáticos Pelo Cesso (F.P.C);
- Torcida Organizada do Bonsucesso (T.O.B)
- Força Rubro Anil (F.R.A.)
- Mancha Rubro Anil (M.R.A.)

### Outras referências
- (2) Acervo do Bonsucesso Futebol Clube.
- (3) Livro Vai Dar Zebra, pelos autores Raymundo Quadros e José Resende.
- (4) Livro Almanaque do Leão da Leopoldina Raymundo Quadros e Julio Diogo.
- (5) Jornal O Estado de S. Paulo, edição de 10 de abril de 2011, seção Esportes, pelo autor Silvio Barsetti.
- (6) Jornal El Mundo Deportivo, edição de 31 de agosto de 1975, pág. 8, pelo autor J. Nolla Duran.
- (7) Acervo do pesquisador Raymundo Quadros.
- (8) Acervo do pesquisador George Joaquim.
- (9) Acervo site www.cacellain.com.